# Fleming 1
Fleming 1 est une nébuleuse planétaire située dans la constellation du Centaure. Elle émet des jets symétriques bipolaires couvrant plus de 2,8 parsecs. Les jets et les nœuds s'éloignent du centre de la nébuleuse et ont probablement été éjectés il y a 10 000 à 16 000 ans.
Cette nébuleuse planétaire est le premier aspergeur cosmique à être observé. La partie interne de la nébuleuse a une forme de papillon et est plongée dans un faible halo. Les ailes du papillon pointent en direction des jets avec leur axe incliné de 50° par rapport à la ligne de visée. La taille du « papillon » est entouré d'un tore de gaz en expansion formant une ellipse intérieure lumineuse.